# Mirafuentes
Mirafuentes – gmina w Hiszpanii, w Nawarze, o powierzchni 2,65 km². W 2022 roku gmina liczyła 59 mieszkańców.